# Aurore Lundquist
Anna Sofia Aurora (Aurore) Lundquist, född 16 november 1840 i Julita socken, död 22 mars 1917 i Gustav Vasa församling i Stockholm, var en svensk författare.
Aurore Lundquist var dotter till kyrkoherden i Julita, kontraktsprosten Gustaf Reinhold Lundquist och Albertina Carolina Örbom. Fadern avled 1866 och efter dubbla nådår flyttade Lundquist med sin mor, en syster och en faster till Strängnäs. 1874–1876 var hon hushållerska hos Johan Wahlfisk. Det är oklart om tiden hos honom bidrog till att Lundquist började publicera sig; bland Wahlfisks bekanta fanns personer som Gunnar Olof Hyltén-Cavallius och Nils Månsson Mandelgren. 
År 1885 började hon publicera sina alster i tidningarna under signaturen Lisseg, men inga texter från den tiden har påträffats. 1887 skickade dock Lars Herman Lahng, gymnasielärare i Strängnäs, hennes berättelse Snuta-Lars-Erik och Björkhaga-Maja till Nils Gabriel Djurklou, som blev överförtjust, och kort därefter publicerades den som följetong i Nerikes Allehanda. Hösten samma år utgavs Folklifsbilder från Södermanland som innehöll Snuta-Lars-Erik och Björkhaga-Maja och ytterligare tre berättelser. Den följdes 1890 av romanen Seger. Hon medverkade även med berättelser i Hemvännen, Svenska Familj-Journalen Svea, Idun och Ny Illustrerad Tidning. 1880 dog hennes faster och 1889 modern. Lundquist och hennes syster flyttade i oktober 1889 till Stockholm. I Meddelanden från Samfundet för Nordiska museets främjande 1889 redogjorde hon för seder och bruk i Julita. Nästa berättelse, Eget val, publicerades med början 1893 som följetong i Nya Dagligt Allehanda, men utgavs aldrig som bok. Samma sak var det med hennes sista roman, Frammåt och uppåt, som gick som följetong i Nya Dagligt Allehanda från juli till december 1899. 
Aurora Lundquists syster avled våren 1898. Därefter tycks Lundquists skrivande ha upphört. 1904 flyttade hon till Asylet för Pauvres Honteux, där hon avled.